# Campeonato Mundial de Atletismo de 2009 - Revezamento 4x100 m feminino
A prova dos 4x100 metros feminino do Campeonato Mundial de Atletismo de 2009 foi disputada em 22 de agosto no Olympiastadion, em Berlim.

## Recordes
Antes desta competição, os recordes mundiais e do campeonato nesta prova eram os seguintes:
| Tipo                  | Atleta            | Tempo | Local    | Data                 | Ref |
| --------------------- | ----------------- | ----- | -------- | -------------------- | --- |
|                       | Alemanha Oriental | 41.37 | Canberra | 6 de outubro de 1985 | ver |
| Recorde do campeonato | Estados Unidos    | 41.47 | Atenas   | 9 de agosto de 1997  | ver |

## Medalhistas
| Ouro                                                                       | Prata                                                                                        | Bronze                                                                        |
| Jamaica · Simone Facey · Shelly-Ann Fraser · Aleen Bailey · Kerron Stewart | Bahamas · Sheniqua Ferguson · Chandra Sturrup · Christine Amertil · Debbie Ferguson-McKenzie | Alemanha · Marion Wagner · Anne Möllinger · Cathleen Tschirch · Verena Sailer |

*Correram apenas as eliminatórias, mas receberam medalhas

## Resultados

### Eliminatórias
Estes são os resultados das eliminatórias. As 17 equipes inscritas foram divididas em três baterias, se classificando para a final as duas melhores de cada bateria (Q) mais os dois melhores tempos no geral (q).
| Bateria 1 | Bateria 1                                                                                    | Bateria 1 | Bateria 1            |
| Pos.      | Equipe                                                                                       | Tempo     | Notas                |
| --------- | -------------------------------------------------------------------------------------------- | --------- | -------------------- |
| 1         | Jamaica · Simone Facey · Shelly-Ann Fraser · Aleen Bailey · Kerron Stewart                   | 41.88 (Q) | Recorde da temporada |
| 2         | Bahamas · Sheniqua Ferguson · Chandra Sturrup · Christine Amertil · Debbie Ferguson-McKenzie | 42.66 (Q) | Recorde da temporada |
| 3         | Trinidad e Tobago · Reyare Thomas · Kelly-Ann Baptiste · Ayanna Hutchinson · Semoy Hackett   | 43.22 (q) | Recorde nacional     |
| 4         | Ucrânia · Olena Chebanu · Nataliya Pohrebnyak · Mariya Ryemyen · Hrystyna Stuy               | 43.77     |                      |
| 5         | São Cristóvão e Neves · Tanika Liburd · Meritzer Williams · Tameka Williams · Virgil Hodge   | 43.98     |                      |
| 6         | Bélgica · Olivia Borlee · Hanna Mariën · Élodie Ouédraogo · Anne Zagre                       | 43.99     | Recorde da temporada |

| Bateria 2 | Bateria 2                                                                                 | Bateria 2 | Bateria 2            |
| Pos.      | Equipe                                                                                    | Tempo     | Notas                |
| --------- | ----------------------------------------------------------------------------------------- | --------- | -------------------- |
| 1         | Alemanha · Marion Wagner · Anne Möllinger · Cathleen Tschirch · Verena Sailer             | 42.96 (Q) | Recorde da temporada |
| 2         | Colômbia · Yomara Hinestroza · Felipa Palacios · Darlenis Obregón · Norma González        | 43.30 (Q) | Recorde da temporada |
| 3         | Grã-Bretanha · Laura Turner · Montell Douglas · Emily Freeman · Emma Ania                 | 43.34 (q) |                      |
| 4         | Bielorrússia · Hanna Bahdanovich · Aksana Drahun · Alena Kievich · Yulia Nestsiarenka     | 44.12     | Recorde da temporada |
| 5         | Tailândia · Sangwan Jaksunin · Orranut Klomdee · Jutamass Tawoncharoen · Jintara Seangdee | 44.59     |                      |
| 6         | Nigéria · Olutoyin Augustus · Halimat Ismaila · Seun Adigun · Oludamola Osayomi           | 46.54     |                      |

| Bateria 3 | Bateria 3                                                                                | Bateria 3 | Bateria 3            |
| Pos.      | Equipe                                                                                   | Tempo     | Notas                |
| --------- | ---------------------------------------------------------------------------------------- | --------- | -------------------- |
| 1         | Brasil · Rosemar Coelho Neto · Lucimar Aparecida de Moura · Thaissa Presti · Vanda Gomes | 43.07 (Q) | Recorde da temporada |
| 2         | Rússia · Evgeniya Polyakova · Aleksandra Fedoriva · Yulia Gushchina · Natalia Rusakova   | 43.18 (Q) | Recorde da temporada |
| 3         | Polónia · Iwona Ziòlkowska · Marta Jeschke · Dorota Jedrusinska · Iwona Brzezinska       | 43.63     |                      |
| 4         | Japão · Chisato Fukushima · Momoko Takahashi · Mayumi Watanabe · Maki Wada               | 44.24     |                      |
|           | Estados Unidos · Lauryn Williams · Alexandria Anderson · Muna Lee · Carmelita Jeter      | DNF       |                      |

### Final
Estes são os resultados da final:
| Pos.              | Equipe                                                                                       | Tempo | Notas                |
| ----------------- | -------------------------------------------------------------------------------------------- | ----- | -------------------- |
| Medalha de ouro   | Jamaica · Simone Facey · Shelly-Ann Fraser · Aleen Bailey · Kerron Stewart                   | 42.06 |                      |
| Medalha de prata  | Bahamas · Sheniqua Ferguson · Chandra Sturrup · Christine Amertil · Debbie Ferguson-McKenzie | 42.29 | Recorde da temporada |
| Medalha de bronze | Alemanha · Marion Wagner · Anne Möllinger · Cathleen Tschirch · Verena Sailer                | 42.87 | Recorde da temporada |
| 4                 | Rússia · Evgeniya Polyakova · Aleksandra Fedoriva · Yulia Gushchina · Yuliya Chermoshanskaya | 43.00 | Recorde da temporada |
| 5                 | Brasil · Rosemar Coelho Neto · Lucimar Aparecida de Moura · Thaissa Presti · Vanda Gomes     | 43.13 |                      |
| 6                 | Grã-Bretanha · Laura Turner · Montell Douglas · Emily Freeman · Emma Ania                    | 43.16 | Recorde da temporada |
| 7                 | Trinidad e Tobago · Reyare Thomas · Kelly-Ann Baptiste · Ayanna Hutchinson · Semoy Hackett   | 43.43 |                      |
| 8                 | Colômbia · Yomara Hinestroza · Felipa Palacios · Darlenis Obregón · Norma González           | 43.71 |                      |

Legenda
| Recorde mundial       | Recorde mundial (World record)               |                       | Recorde africano                      | Recorde africano (African) |                                           | Q | Classificado por posição (Qualified) |
| Recorde do campeonato | Recorde do campeonato (Championship record)  | Recorde da América    | Recorde da América (Americas)         | q                          | Classificado por melhor tempo (Qualified) |   |                                      |
| Melhor marca do ano   | Melhor marca do ano (World leading)          | Recorde asiático      | Recorde asiático (Asian)              | DNS                        | Não largou (Did not start)                |   |                                      |
| Recorde nacional      | Recorde nacional (National record)           | Recorde europeu       | Recorde europeu (European)            | DNF                        | Não terminou (Did not finish)             |   |                                      |
| Recorde pessoal       | Recorde pessoal do atleta (Personal best)    | Recorde da Oceania    | Recorde da Oceania (Oceania)          | DSQ / DQ                   | Desclassificado (Disqualified)            |   |                                      |
| Recorde da temporada  | Recorde da temporada do atleta (Season best) | Recorde sul-americano | Recorde sul-americano (South America) | NM                         | Sem marca (No mark)                       |   |                                      |